# Louis Saha

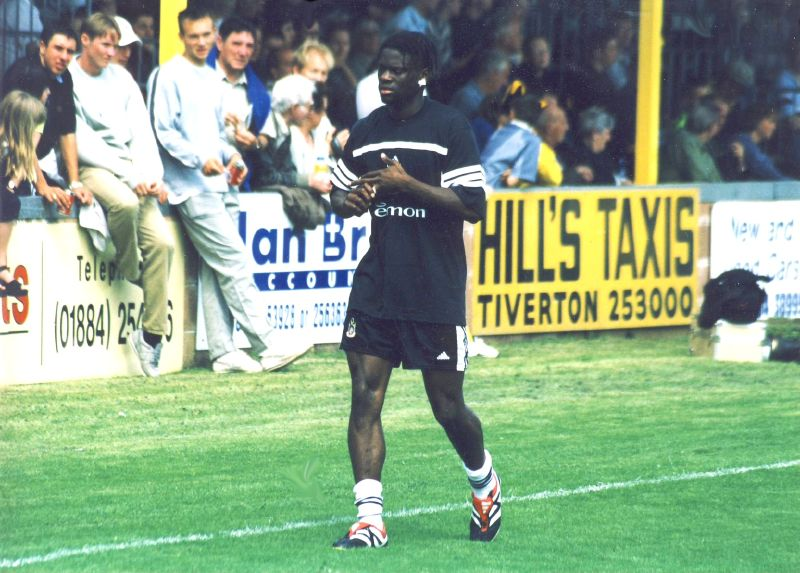
Saha, kurz nach seiner Ankunft beim FC Fulham.

Louis Laurent Saha (* 8. August 1978 in Paris) ist ein ehemaliger französischer Fußballspieler.

## Vereinskarriere

### FC Metz
Der 1,84 m große Linksfüßer Saha begann mit dem Fußballspielen im Nachwuchs des Amateurklubs FC Soisy-Andilly-Margency aus dem Pariser Vorort Soisy-sous-Montmorency. Später wurde er dann in die INF Clairefontaine, der landesweiten Nachwuchsakademie des französischen Fußballverbandes FFF, berufen, in der er 1992 Thierry Henry kennenlernte. 1995 wurde er vom FC Metz verpflichtet, für den er noch ein Jahr im Nachwuchs spielte. 1997 kam er dort in die Profimannschaft. In seiner ersten Saison kam er auf 21 Spiele, jedoch war sein Verhältnis zu Trainer Joël Muller nicht gut. Der dribbelstarke Stürmer erinnerte sich, dass er „nicht den Eindruck“ hatte, dass Muller ihm „hundertprozentig vertraute“. In seiner ersten Saison wurde Metz Vizemeister hinter dem RC Lens. Dies sollte Sahas größter Erfolg in Frankreich bleiben.

### Newcastle United
Zur Winterpause 1998/99 wurde Saha nach England zu Newcastle United verliehen. Sein Debüt in der Premier League gab er am 9. Januar 1999 gegen den FC Chelsea. Bei der 0:1-Niederlage wurde er in der 57. Minute für Andreas Andersson eingewechselt. Sechs Wochen später erzielte Saha seinen ersten Ligatreffer für Newcastle. Im Heimspiel gegen Coventry City erzielte er ein Tor zum zwischenzeitlichen 3:1. Dies sollte auch sein einziger Ligatreffer für Newcastle bleiben. Saha fühlte sich dort wohl. Seine Zeit in Newcastle upon Tyne kommentierte er mit folgenden Worten: „In Newcastle war die Stimmung gelassener und auf dem Feld hatte ich als Stürmer mehr Räume als in Frankreich. Am wichtigsten war jedoch die Atmosphäre auf den Tribünen. Ich fühlte mich beflügelt.“ Saha erreichte mit seinem Klub im FA Cup das Finale, das man mit 0:2 gegen Manchester United verlor. Für dieses Spiel wurde Saha von Trainer Ruud Gullit nicht berücksichtigt. Nach Ablauf der Saison kehrte er wieder nach Frankreich zurück, jedoch blieb er nur ein Jahr in Metz.

### FC Fulham
2000 wurde Saha nach mäßigem Erfolg in Frankreich vom ehemaligen französischen Nationalspieler Jean Tigana wieder nach England geholt, wo ihn der FC Fulham auslieh. Saha war nach eigenen Aussagen „erleichtert, obwohl der Klub in der zweiten Liga spielte“. Der Wechsel nach Fulham entwickelte sich zu einem glücklichen Umstand und Saha erzielte in seiner ersten Saison (2000/01) 32 Tore. Am Saisonende stand der ersten Aufstieg seines neuen Klub seit 1968 in die Premier League. In der ersten Hälfte der Saison 2003/04 machte Saha 15 Tore für seinen Club. Wegen guter Leistungen wurde er schon im ersten Monat der neuen Saison zum Spieler des Monats geehrt. Innerhalb der Spielzeit erzielte rer gegen Manchester und Chelsea je ein Doppelpack. Zur Spielzeit 2002/03 hatte Saha mit Verletzungen zu kämpfen und kam nicht so oft wie in der Vorsaison zum Einsatz. Trotzdem gelangen ihm fünf Tore, nur eins weniger als Fulhams Top-Torschütze Steed Malbranque, der mehr als doppelt so viele Spiele wie Saha ausgetragen hatte. Im Jahr darauf war Saha wieder voll belastbar und entwickelte sich zum Torjäger für seinen Verein. Bis zum 21. Spieltag erzielte er 13 Treffer, darunter je einen Doppelpack gegen den FC Portsmouth, Leeds United und FC Southampton. Sein letztes Spiel für Fulham machte der Stürmer am 10. Januar 2004 gegen den FC Everton.

### Manchester United
Manchester United kaufte ihn am 23. Januar 2004 für 14,5 Millionen Euro. Er übernahm die Rückennummer 9, die seit dem Abgang Andy Coles zwei Jahre zuvor nicht mehr vergeben worden war. Acht Tage später, am 31. Januar 2004, gab er sein Debüt für Manchester United gegen FC Southampton und erzielte ein Freistoßtor. Sein Kommentar nach dem Spiel: „Wahnsinn! Ich kann es noch gar nicht glauben, dass ich beim besten Klub der Welt bin.“ In seiner zweiten Saison für Manchester United wurde er durch Verletzungspech immer wieder zurückgeworfen und erzielte in 14 Ligaspielen lediglich einen Treffer. Dabei stand er meist im Schatten von Wayne Rooney, Alan Smith und Ruud van Nistelrooy. In den nächsten beiden Jahren sollte es die für Saha erfolgreichste Zeit bei United werden. Im Sturm hatte er es zwar schwer sich gegen van Nistelrooy und Rooney durchzusetzen, kam aber zu regelmäßigen Einsätzen und Toren. 2006 holte der Stürmer den ersten Titel mit Manchester United: Man erreichte das Finale um den League Cup und schlug dort Wigan Athletic. Beim 4:0-Erfolg steuerte Saha das Tor zum 2:0 bei. Im gesamten Turnierverlauf war er bester Torschütze aller Mannschaften. 2007 und 2008 wurde man Englischer Meister und Sieger des FA Community Shield. Doch weder im Endspiel von 2007 noch in dem von 2008 wurde Saha eingesetzt. Der größte Erfolg stellte sich jedoch in der UEFA Champions League 2007/08 ein, als Manchester nach Elfmeterschießen gegen den FC Chelsea gewann. Doch auch hier war Saha nur Zuschauer. Im Sommer 2008 stand man vor einer Trennung.

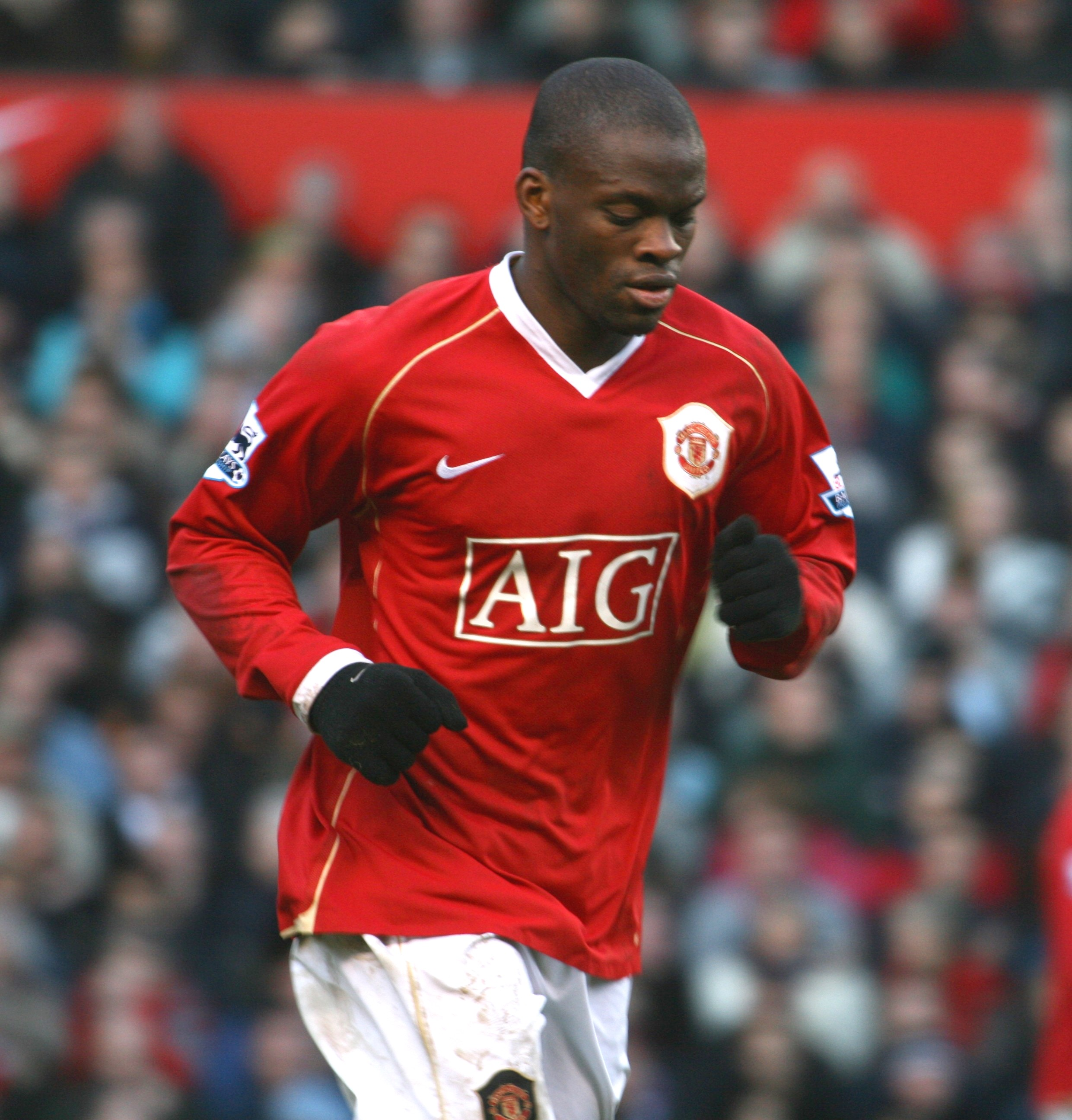
Louis Saha 2006 im Trikot von ManU

### FC Everton
Für eine unbekannte Transfersumme verließ er am 29. August den damals amtierenden Meister und wechselte zum FC Everton. Der Stürmer erhielt einen Vertrag bis 2010 mit der Option auf ein weiteres Jahr. Da Saha zu Saisonbeginn verletzungsbedingt ausgefallen war, gab er sein Ligadebüt für Everton erst am 21. September 2009 gegen Hull City. Damals wechselte ihn Evertons Trainer David Moyes zur Halbzeit für Segundo Castillo ein. Auf seinen ersten Treffer für den neuen Arbeitgeber musste Saha bis zum 11. Spieltag warten. Gegen seinen ehemaligen Klub Fulham erzielte er das einzige Tor der Begegnung und führte damit seine Mannschaft zu einem 1:0-Sieg. Insgesamt gelangen ihm sechs Treffer im gesamten Saisonverlauf 2008/09. Damit war er hinter Marouane Fellaini und Tim Cahill drittbester Schütze des Klubs. Immer wenn der Angreifer in der Liga traf, gewann seine Mannschaft. Im FA-Cup qualifizierte sich der Verein für das Finale. Gegen den FC Chelsea machte Saha nach 25 Sekunden das erste Tor für sein Team. Dies war zugleich das schnellste Tor in einem FA-Cup-Endspiel. Damit löste er den Rekord von Bob Chatt aus dem Jahr 1895 ab. In der Folgesaison entwickelte sich Saha in der Hinrunde zum unangefochtenen Angreifer Nr. 1 im Sturm des FC Everton. Bis zur Halbserie erzielte er zehn Treffer in 17 Spielen. Trotz seiner Tore reichte es für sein Team bis zum Winter 2009/10 nur zu einem Mittelfeldplatz, am Ende landete Everton auf dem 8. Platz.

### Tottenham Hotspur
Am 31. Januar 2012 verpflichtete Tottenham Hotspur Saha. In seinem zweiten Spiel für Tottenham erzielte der Angreifer beim 5:0-Sieg gegen Newcastle United seinen ersten Doppelpack.

### AFC Sunderland
Nach Auslaufen seines Vertrages in Tottenham wechselte Saha zur Saison 2012/13 zum AFC Sunderland, bei dem er einen Einjahresvertrag bis zum 31. Dezember 2012 unterschrieb.

### Lazio Rom
Im Januar 2013 nahm Lazio Rom Saha auf. Er erhielt einen bis zum 30. Juni 2013 datierten Vertrag. An seinem 35. Geburtstag beendete er seine aktive Karriere als Fußballprofi.

## Nationalmannschaft
Mit der französischen U-18-Auswahl gewann er 1997 die Europameisterschaft. Für die französische A-Nationalmannschaft bestritt er am 18. Februar 2004 sein erstes Spiel gegen Belgien, in dem er auch ein Tor erzielte. Nachdem Djibril Cissé im Vorfeld der Fußball-Europameisterschaft 2004 gesperrt worden war, geriet Saha in die engere Auswahl der Kandidaten für den dritten Platz im Sturm neben Thierry Henry und David Trezeguet. Er stand im Aufgebot bei der Fußball-Europameisterschaft 2004, wurde dort jedoch nur als Auswechselspieler eingesetzt. Er nahm außerdem an der Weltmeisterschaft 2006 teil. Dabei kam er zu drei Kurzeinsätzen und insgesamt 31 Minuten Spielzeit. Frankreich erreichte das Finale, verlor dann aber gegen Italien. Neben der Stammkraft Thierry Henry und den weiteren Angreifern Sylvain Wiltord und David Trezeguet war Saha nur der vierte Stürmer. Sein vorerst letztes Spiel absolvierte er am 11. Oktober 2006 im Qualifikationsspiel zur EM 2008 gegen die Färöer. Beim 5:0-Sieg erzielte er seinen letzten Treffer für die Nationalmannschaft. Für das Freundschaftsspiel gegen Deutschland am 29. Februar 2012 in Bremen wurde er wieder in die Nationalmannschaft berufen. Bei diesem Spiel gab er sein Comeback in der Nationalmannschaft, als er in der 76. Minute für Olivier Giroud eingewechselt wurde.

## Erfolge
- Englischer Meister mit Manchester United: 2007, 2008
- League Cup mit Manchester United: 2006
- FA Community Shield mit Manchester United: 2007, 2008
- UEFA Champions League mit Manchester United: 2008
- Coppa-Italia-Sieger: 2013